# Dave Butz
Dave Butz (La Fayette, 23 de junio de 1950 - St. Clair County, Illinois; 4 de noviembre de 2022) fue un jugador de fútbol americano estadounidense, que jugaba en la posición de tackleador defensivo.

## Carrera

### Preparatoria
Butz nación en Alabama en 1950. fue estudiante de la Maine South High School en Park Ridge, Illinois donde fue elegido All-American. También jugó baloncesto y lanzamiento de disco con el que actualmente tiene el récord estatal.

### Universitario
Butz jugó fútbol americano para los Purdue Boilermakers, con quien en 1972 fue finalista para el Premio Lombardi. Fue elegido en el primer equipo del Big Ten y jugó en el East-West Shrine Game y el en Senior Bowl, ganando el premio al mejor jugador defensivo.
Más adelante fue elegido al mejor equipo de todos los tiempos de los Purdue Boilermakers y en 2014 fue exaltado al Salón de la Fama del Fútbol Americano Universitario.

### Profesional
Fue elegido de quinto en la primera ronda del Draft de la NFL de 1973 por los St. Louis Cardinals con los que jugó sus primeras dos temporadas para ser traspasado a los Washington Redskins por una selección de primera ronda y una de segunda ronda a petición del entonces entrenador de los Redskins George Allen. En 1975 Butz por un error en su contrato terminó como agente libre al firmar como novato en 1973. por lo que Allen lo contrató inmediatamente, pero la NFL obligó a los Redskins al pago de las dos selecciones del draft de la primera ronda a los Cardinals (1977 & 1978) y una de segunda ronda (1979).
Butz jugó para los Washington Redskins por 14 años, llegando a 3 Super Bowl de los cuales ganó 2. Está en tercer lugar en la historia del equipo en capturas (59.5). Fue al Pro Bowl de 1983 en la temporada que consiguió 11 capturas, la mayor cantidad en su carrera. Solo se perdió cuatro partidos en sus 16 años de carrera. Butz es uno de los jugadores más altos que han jugado en la NFL con estatura de 6'8" pies y sus 300 libras de peso.
Con los Redskins ganó el Super Bowl XXII, Butz ganó fama por el grito, "We came, we saw, we kicked their butz."
En octubre de 1987 Butz fue famoso por abandonar él mismo sin ayuda el hospital para jugar con los Redskins ante los New York Jets. Luego de que su peso disminuyera de 313 a 287 libras por una enfermedad y sentirse mal en el segundo cuarto, Butz hizo la captura salvadora a Ken O'Brien para frenar a los Jets en la última serie ofensiva y así recuperar el balón. Al finalizar el partido, él mismo regresó al hospital donde permaneció hasta el miércoles.
Butz anunció su retiro como jugador activo a los 38 años el 18 de mayo de 1989. Jugó en 216 partidos en la NFL, 191 como titular, de 1973 a 1988. Consiguió 64 capturas en su carrera. Al retirarse, fue el jugador más viejo en participar en un partido en la NFL.
Butz fue elegido en el equipo de la década de los Años 1980 en la NFL y está entre los mejores 70 jugadores de los Washington Redskins de todos los tiempos.

## Tras el retiro
A inicios de los años 2000 Butz fue dirigente de la National Rifle Association.
Butz vivió en Fairfax, Virginia. Su sobrino Earl Butz trabajó con el secretario de Agricultura de los Estados Unidos durante los gobiernos de Richard Nixon y Gerald Ford.
Butz murió el 4 de noviembre de 2022 a los 72 años.

## Logros

### Equipo
- Super Bowl: 2

Washington Redskins: XVII, XXI
- National Football Conference: 3

Washington Redskins: 1982, 1983, 1987

### Individual
- Aparición en el Pro Bowl: 1

1983
- Primer Equipo All-Pro: 1

1983
- Segundo Equipo All-Pro: 1

1984
- Equipo de la década de los años 1980 de la NFL
- Nominado a los 70 mejores de la historia de los Redskins